# 艾維恩快運
艾維恩快運（Avion Express）是一家位于立陶宛维尔纽斯的包机货运公司，之前曾被称为Nordic Solutions Air。

## 机队
截至 2023 年 6 月，Avion Express 的机队构成为：
- 空客 A320：36
- 空客 A321：3

自2009年1月起，Avion Express开通了斯德哥尔摩和斯图鲁曼之间的航线。

## 外部連結
- 官方網站 （页面存档备份，存于）